# Malé Hradisko
Malé Hradisko là một làng thuộc huyện Prostějov, vùng Olomoucký, Cộng hòa Séc.